# Santaquin (Utah)
Santaquin es una ciudad del condado de Utah, estado de Utah, Estados Unidos. Según el censo de 2000 la población era de 4.834 habitantes.

## Geografía
Santaquin se encuentra en las coordenadas39°58′29″N 111°47′4″O / 39.97472, -111.78444.
Según la oficina del censo de Estados Unidos, la ciudad tiene una superficie total de 6,8 km². No tiene superficie cubierta de agua.